# Communauté de communes Pays de Chantonnay
Die Communauté de communes Pays de Chantonnay ist ein französischer Gemeindeverband mit der Rechtsform einer Communauté de communes im Département Vendée in der Region Pays de la Loire. Sie wurde am 28. Dezember 1992 gegründet und umfasst zehn Gemeinden. Der Verwaltungssitz befindet sich im Ort Chantonnay.

## Historische Entwicklung
Mit Wirkung vom 1. Januar 2017 schlossen sich aus der aufgelösten Communauté de communes du Pays des Essarts die Gemeinden Saint-Martin-des-Noyers und Sainte-Cécile dem hiesigen Verband an.

## Mitgliedsgemeinden
| Gemeinde                                  | Einwohner 1. Januar 2022 | Fläche km² | Dichte Einw./km² | Code INSEE | Postleitzahl |
| ----------------------------------------- | ------------------------ | ---------- | ---------------- | ---------- | ------------ |
| Bournezeau                                | 3.471                    | 60,49      | 57               | 85034      | 85480        |
| Chantonnay                                | 8.518                    | 82,91      | 103              | 85051      | 85110        |
| Rochetrejoux                              | 980                      | 10,92      | 90               | 85192      | 85510        |
| Saint-Germain-de-Prinçay                  | 1.629                    | 24,34      | 67               | 85220      | 85110        |
| Saint-Hilaire-le-Vouhis                   | 1.095                    | 28,91      | 38               | 85232      | 85480        |
| Saint-Martin-des-Noyers                   | 2.540                    | 41,74      | 61               | 85246      | 85140        |
| Saint-Prouant                             | 1.671                    | 12,86      | 130              | 85266      | 85110        |
| Saint-Vincent-Sterlanges                  | 753                      | 4,46       | 169              | 85276      | 85110        |
| Sainte-Cécile                             | 1.587                    | 32,73      | 48               | 85202      | 85110        |
| Sigournais                                | 972                      | 18,30      | 53               | 85282      | 85110        |
| Communauté de communes Pays de Chantonnay | 23.216                   | 316,59     | 73               | –          | –            |